# Erik Knudsen Skarsholm
Erik Knudsen (1255-1304) var en dansk hertug og drost. Han var den yngste søn af Knud, hertug af Estland og Jadviga af Rügen. Hermed barnebarn af Valdemar II af Danmark og fætter til kong Erik V af Danmark .   Han blev udnævnt som junker i 1277.
Han boede på sin herregård, Skarsholm på Sjælland i 1279, og han var også leder af landstinget på Sjælland.  1283 blev han udnævnt til drost af Danmark.  Han blev også gjort til hertug af Sydhalland i 1284, imens han var herre over Skarsholm.  I 1285 blev han slået til ridder af Sveriges konge. Han døde i 1304 og blev begravet i Ringsted. 